# Emptinne
Emptinne is een plaats en deelgemeente van de Belgische gemeente Hamois. Emptinne ligt in de provincie Namen en was tot 1 januari 1977 een zelfstandige gemeente. Op het grondgebied van Emptinne ligt eveneens het gehucht Emptinal.

## Demografische ontwikkeling
- Bronnen:NIS, Opm:1831 tot en met 1970=volkstellingen, 1976= inwoneraantal op 31 december

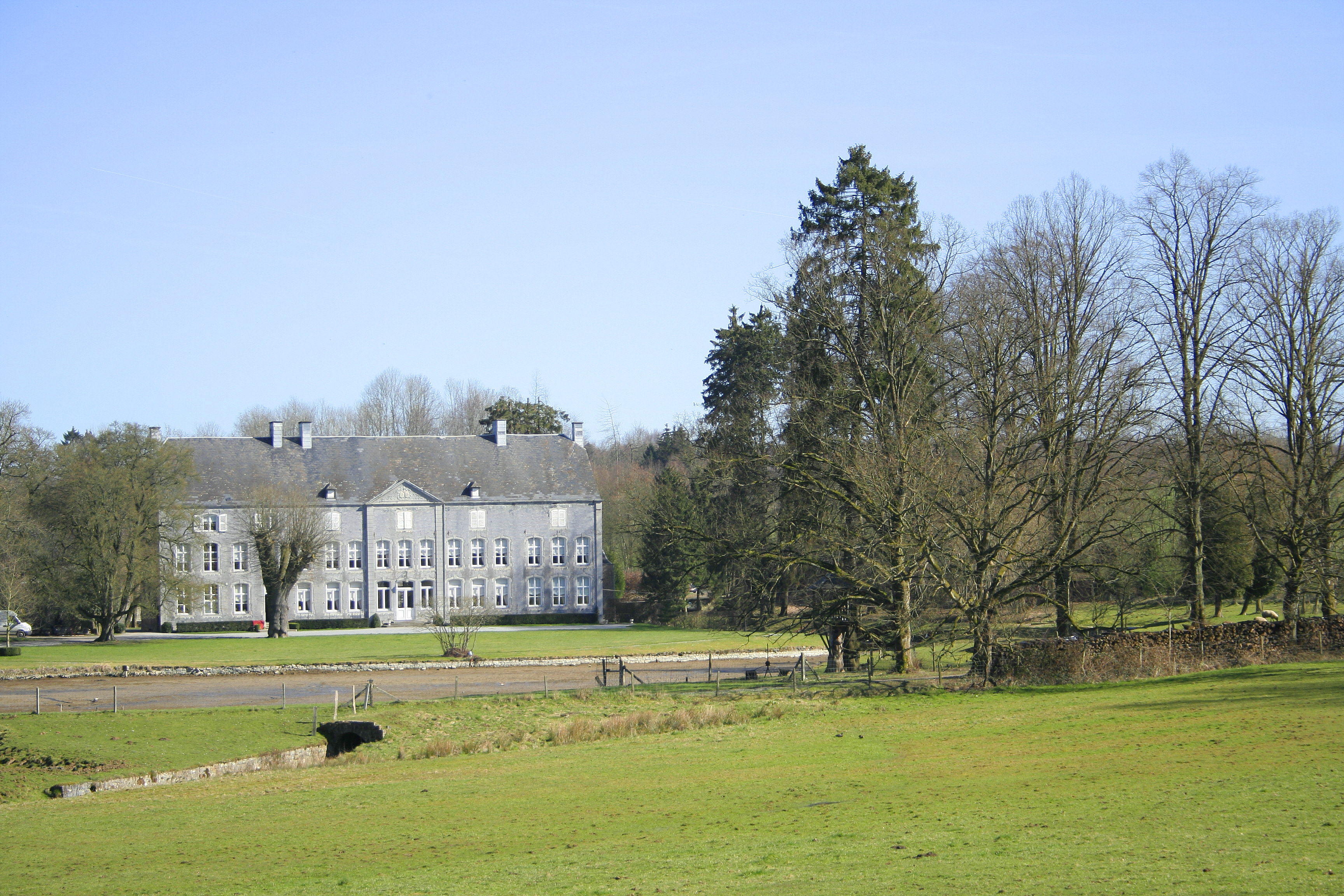
Emptinne, het Kasteel van Fontaine.